# Romanzo criminale - La serie
Romanzo criminale - La serie è una serie televisiva italiana prodotta da Cattleya e da Sky Italia.
È basata sul quasi omonimo romanzo del giudice Giancarlo De Cataldo e ne rappresenta il secondo adattamento dopo il film diretto da Michele Placido, che ha collaborato anche per la serie televisiva come consulente artistico.
La serie è stata trasmessa in prima visione pay da Sky Cinema 1 e in chiaro da Italia 1, Iris e Italia 2.

## Trama
Amori, affari, ansie, amicizie, faide e rancori, dipingono il quadro della vicenda principale, quella di un gruppo di criminali che per quasi quindici anni, dal 1977 al 1992, ha accarezzato un'illusione: quella di conquistare Roma. Il Libanese, il Freddo, il Dandi, Patrizia e il commissario Scialoja sono alcuni dei personaggi ispirati alla vera storia della banda della Magliana.
Come affermato da Aldo Grasso, la prima stagione della serie dà più spazio alla scena del crimine, ovvero alle imprese criminose della banda della Magliana, mentre nella seconda stagione viene approfondito il "retroscena" del crimine: si ha quindi un riposizionamento della banda dopo un evento importante della trama, e agli effetti e interrogativi che questa ha provocato nella coscienza dei protagonisti.

## Episodi
| Stagione         | Episodi | Prima TV  |
| ---------------- | ------- | --------- |
| Prima stagione   | 12      | 2008-2009 |
| Seconda stagione | 10      | 2010      |

## Produzione
"Romanzo criminale - La serie" è una produzione Cattleya e Sky Cinema. Girata in S16mm, la serie risulta particolarmente curata nella ricostruzione storica degli scenari e nelle varie fasi della post-produzione (montaggio, color correction, ecc). È stata invece contestata la scelta di alcune automobili tra cui la Porsche 911 Cabrio del 1983 (che nella Serie televisiva è invece la versione "Targa" della 911 Super carrera, modello prodotto dal 1978 al 1983) che sarebbe postdatata rispetto al contesto della trama che, per larghi tratti, si sviluppa prima della strage di Bologna, avvenuta nel 1980, la Mercedes W126 in uso ai fratelli Gemito, tirapiedi all'epoca dei fatti, del Terribile, va in produzione nel 1979, mentre nella serie è in uso ai due prima del sequestro Moro. Anche l'orologio Casio indossato dal commissario Scialoja è un modello F-91W, uscito ben 11 anni dopo l'omicidio di Aldo Moro, di cui si parla nel quarto episodio della prima serie.
Nella seconda serie la coppia uccisa per errore dal Bufalo, Scrocchiazeppi e Fierolocchio è a bordo di una Mercedes 190 E ma, trattandosi che la scena è ambientata nel 1981, quell'auto è posteriore agli eventi di almeno un anno, la Mercedes ancora di uno dei fratelli Gemito, guidata da un autista, è una W124 mentre si sarebbe dovuto trattare di una W123; quando il Bufalo, ferito, ruba un'auto per andare a uccidere il Dandi, questa è una Ritmo restyling seconda serie, ma poiché la scena è ambientata nei primi anni '80 quel veicolo non avrebbe dovuto esserci in quanto prodotto a partire dal 1985.

### Cast
Il cast è formato interamente da attori emergenti, molti dei quali alla prima esperienza di rilievo, affiancati da qualche bravo caratterista e dalla presenza di cameo come quello di Ninetto Davoli, il quale appare nel ruolo di Gerardo il Barbaro nell'episodio 6 della prima stagione.
In tre hanno partecipato sia al film che alla serie televisiva:
- Michele Placido in veste di regista e attore nel film e di consulente artistico della serie televisiva.
- Roberto Infascelli nella parte di Gigio nel film ed in quella del Sorcio nella serie TV.
- L'attore e musicista Stefano Fresi ha interpretato il Secco nel film, mentre per la serie TV ha realizzato il tema dei titoli di testa.

### Ambientazione
- La scena di apertura, la casa del Libanese, e la scena dell'omicidio dello stesso Libanese sono girate in via Pescaglia 193, nel quartiere della Magliana;
- Il percorso che compie il commissario Scialoja al momento in cui si verificano gli scontri che termineranno con la morte di Giorgiana Masi inizia in piazza S. Egidio, passando per piazza Giuseppe Gioacchino Belli a Trastevere per terminare a ponte Mazzini dove per esigenze di ripresa è stato "trasferito" il ponte Garibaldi, che si trova circa un chilometro a valle, citato dall'agente con cui parla Scialoja e sul quale avvenne in realtà il ferimento mortale della Masi.
- La scena in cui Donatella (seconda stagione) ricatta il bambino all'asilo è stata girata a Via dei Glicini a Centocelle presso l'istituto F. Cecconi;
- La roulotte del Libanese è parcheggiata sull'ansa del Tevere, sempre alla Magliana;
- Le scene ambientate nel carcere di Regina Coeli sono in realtà girate nella Scuola Elementare Regina Elena, a Roma;
- Le scene ambientate nel Commissariato della seconda stagione sono state girate nella Scuola dell'Arte della Medaglia dell'Istituto Poligrafico e Zecca dello Stato, sempre a Roma;
- Il bar da Franco non si trova alla Magliana ma nel quartiere Pietralata, in via Silvano 15;
- Il deposito giudiziario dove il Libanese, Dandi e Fierolocchio rubano la droga è in realtà un edificio sito nel quartiere Tor Marancia (piazzale Tosti 4) nuova sede dell'Istituto Romano di San Michele;
- La chiesa dove vengono celebrati il matrimonio di Scrocchiazeppi (prima stagione, ep. 7) e il suo funerale (seconda stagione, ep. 10) è ugualmente facente parte del comprensorio dell'Istituto Romano di San Michele;
- Il bordello donato dal Libanese a Patrizia è la Villa Mercadante, sita nel quartiere Parioli, in via Mercadante 22;
- La scena nella quale i due fratelli Buffoni incontrano Shangai non è girata a Val Melaina ma in un comprensorio sito tra via Filottrano e via Fabriano, nel quartiere San Basilio;
- Anche la scena in cui viene "restituito" Shangai dopo il pestaggio è girata a San Basilio, esattamente in via Recanati, in corrispondenza di largo Arquata del Tronto;
- La villa del Puma si trova in via Caravani, traversa di via della Giustiniana;
- Il luogo dell'incontro organizzato dal Puma tra il Terribile ed il Libanese, il Freddo ed il Dandi è il tempio romano Capitolium, sito ad Ostia antica;
- Il bar dove lavora il giovane Dandi si trova in piazza Giuseppe Garibaldi, nel quartiere Gianicolense;
- Le scene degli esterni della casa del Dandi sono state girate di fronte a Palazzo Falconieri, in via Giulia 1, mentre gli interni, nelle scene girate sulla terrazza, in un edificio sito in via del Corso;
- La scena nella quale il Libanese, il Freddo ed il Dandi attendono il corriere della droga è stata girata al porto di Civitavecchia.
- La strada nella quale il Libanese, il Freddo ed il Dandi vengono fermati dai carabinieri durante il periodo del sequestro Moro è via Stendhal, all'EUR.
- La scena nella quale il Freddo saluta il Nero è stata girata all'EUR in piazza Marconi, di fronte al Museo nazionale dell'Alto Medioevo.
- La scena nella quale il Freddo uccide Sergio Buffoni è stata girata in via delle Idrovore, a Fiumicino.
- La scena nella quale il commissario Scialoja aspetta il Sorcio per mostrargli le foto di Vanessa insieme a Trentadenari è stata girata in viale Aurelio Saffi, tra Monteverde vecchio e Trastevere.
- La scena nella quale il Freddo viene ucciso è stata girata in Piazza Mattei, sita tra il Ghetto e Via delle Botteghe Oscure.
- La scena nella quale il Dandi viene ucciso è stata girata in Via dei Banchi Nuovi (civico 28/a) dirimpettaio alla rivendita di tabacchi, vicino a Piazza dell'Orologio.
- La scena nella quale il Libanese, il Freddo ed il Dandi giocano a calcio in spiaggia è girata presso lo stabilimento Lido Azzurro ad Ostia.
- La scena della seconda stagione nella quale il Secco spara al Sorcio è stata girata a Roma in via Flaubert, angolo con via Andersen nel quartiere Quartaccio.
- La scena della seconda stagione nella quale il Freddo uccide Remo Gemito in un'agenzia ippica è stata girata a Roma nel quartiere Quarticciolo.

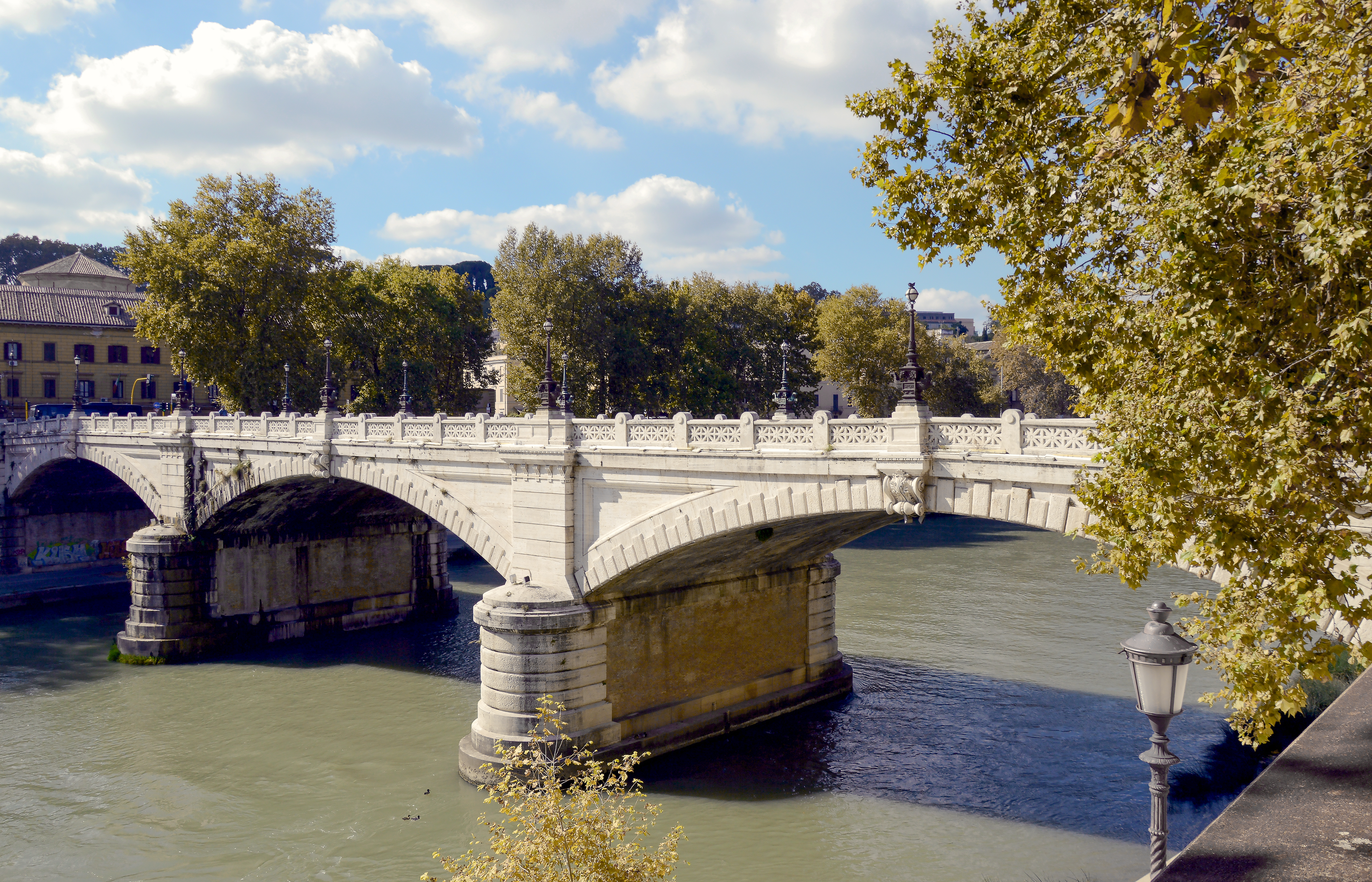
Il ponte Giuseppe Mazzini, luogo in cui il commissario Scialoja rinviene il corpo senza vita di Giorgiana Masi
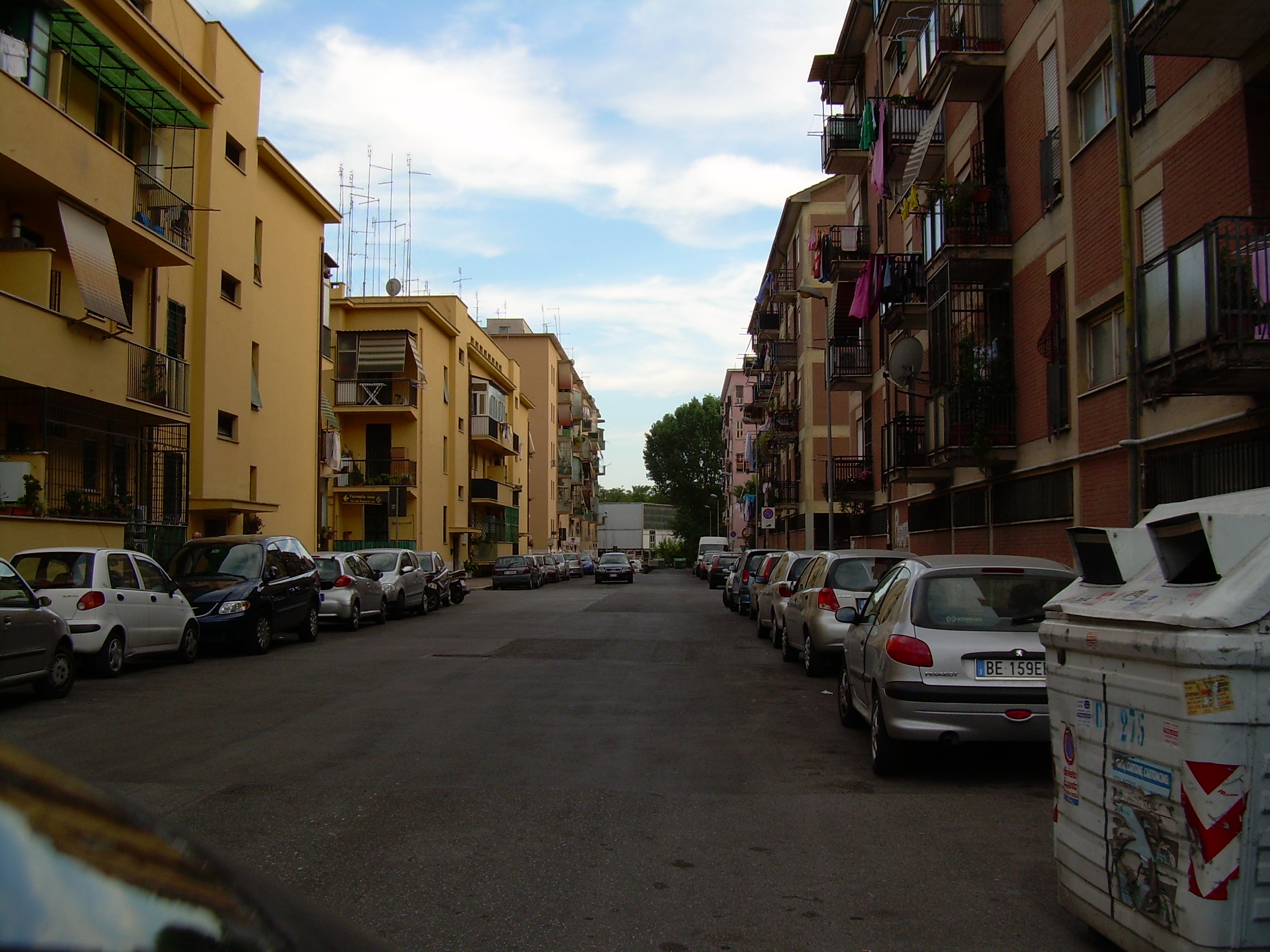
Via Silvano, nel quartiere Pietralata, dove nella finzione è ubicato il bar da Franco, luogo di ritrovo della banda
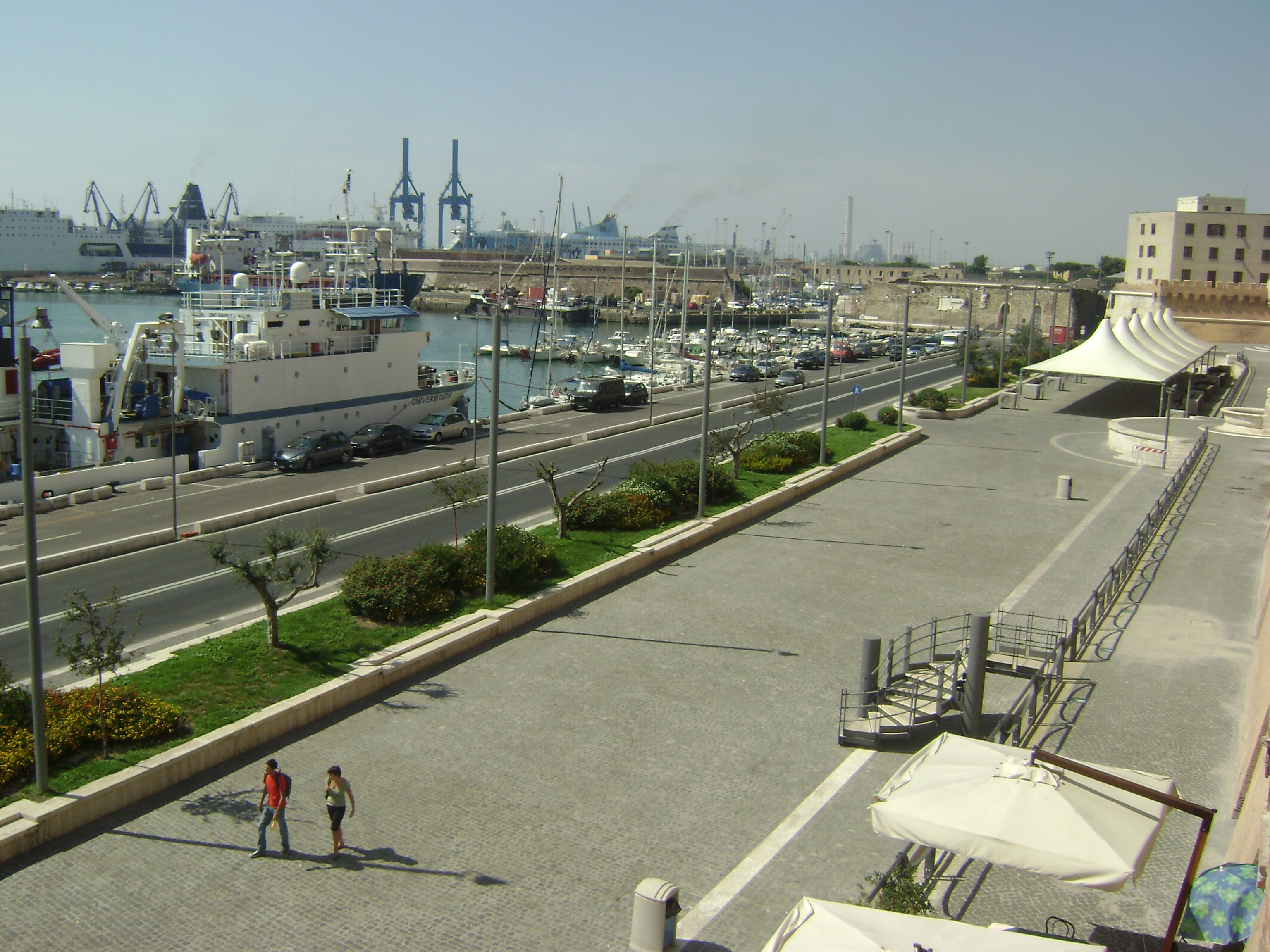
Il porto di Civitavecchia, dove il Libanese, il Freddo ed il Dandi attendono il corriere della droga
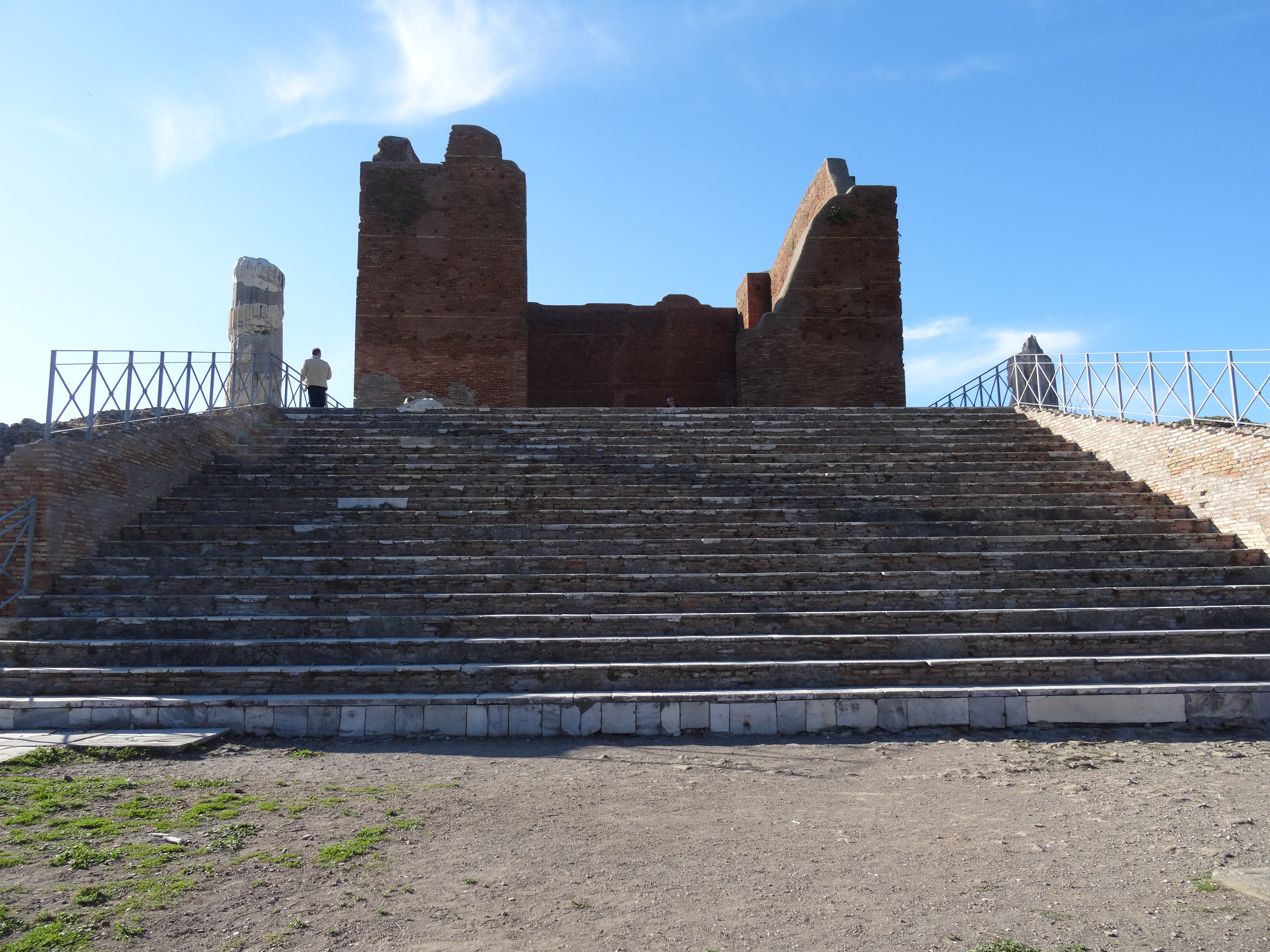
Il tempio romano Capitolium, sito ad Ostia antica, luogo di incontro tra la banda ed il Terribile
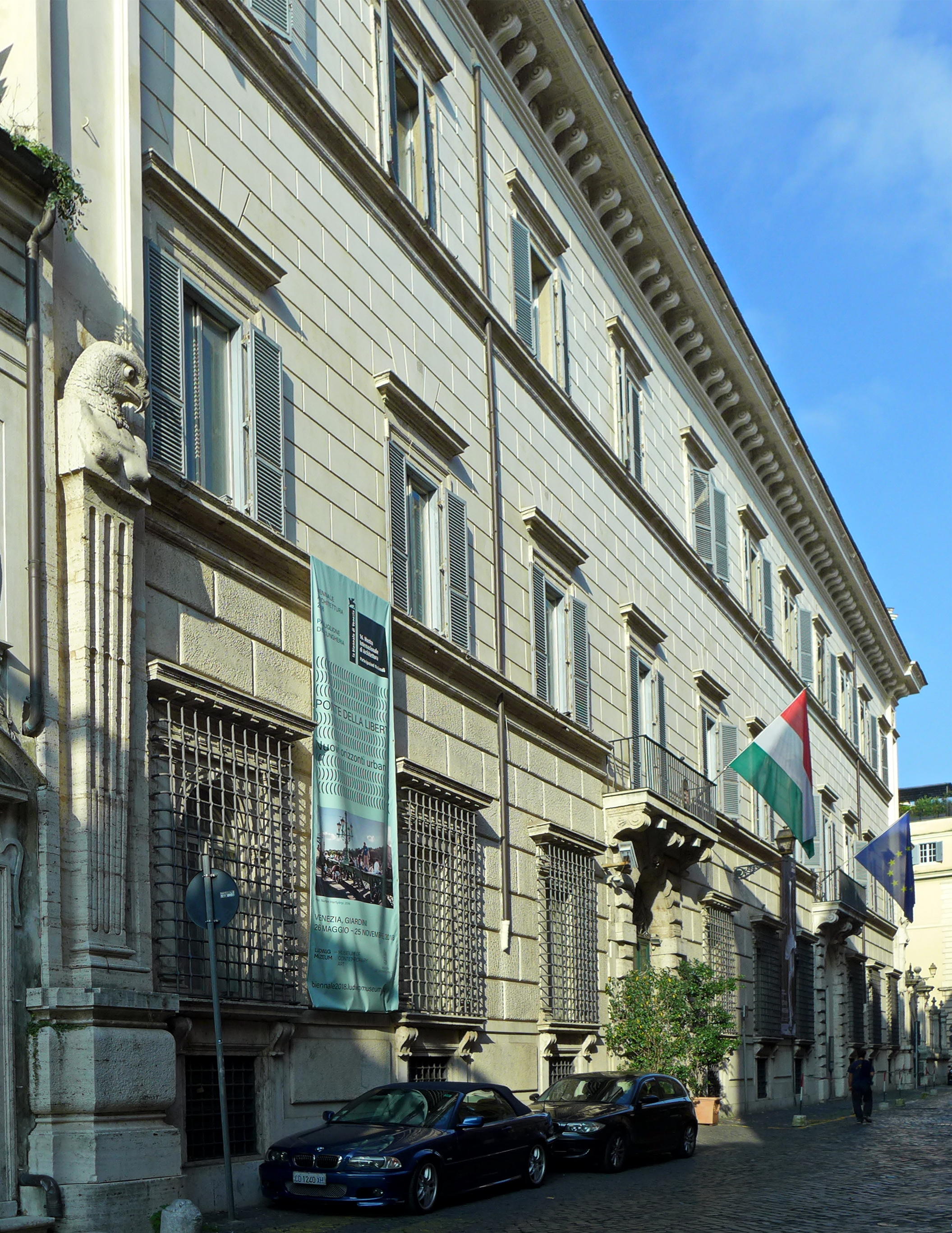
La facciata di Palazzo Falconieri, luogo di ripresa degli esterni della casa del Dandi
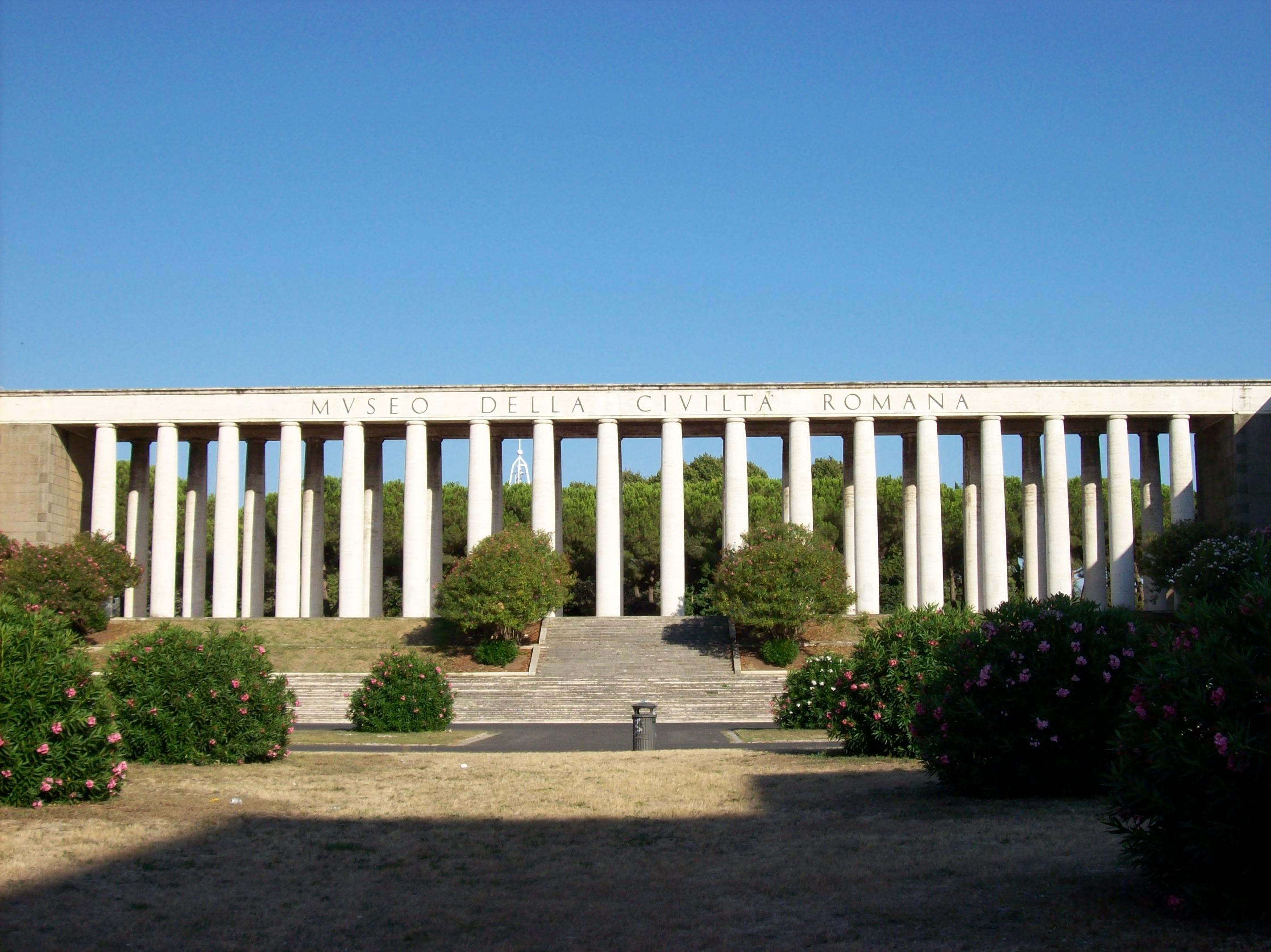
Il Museo della civiltà romana, dove il Libanese costringe uno dei fascisti dell'EUR a fare il nome del Nero
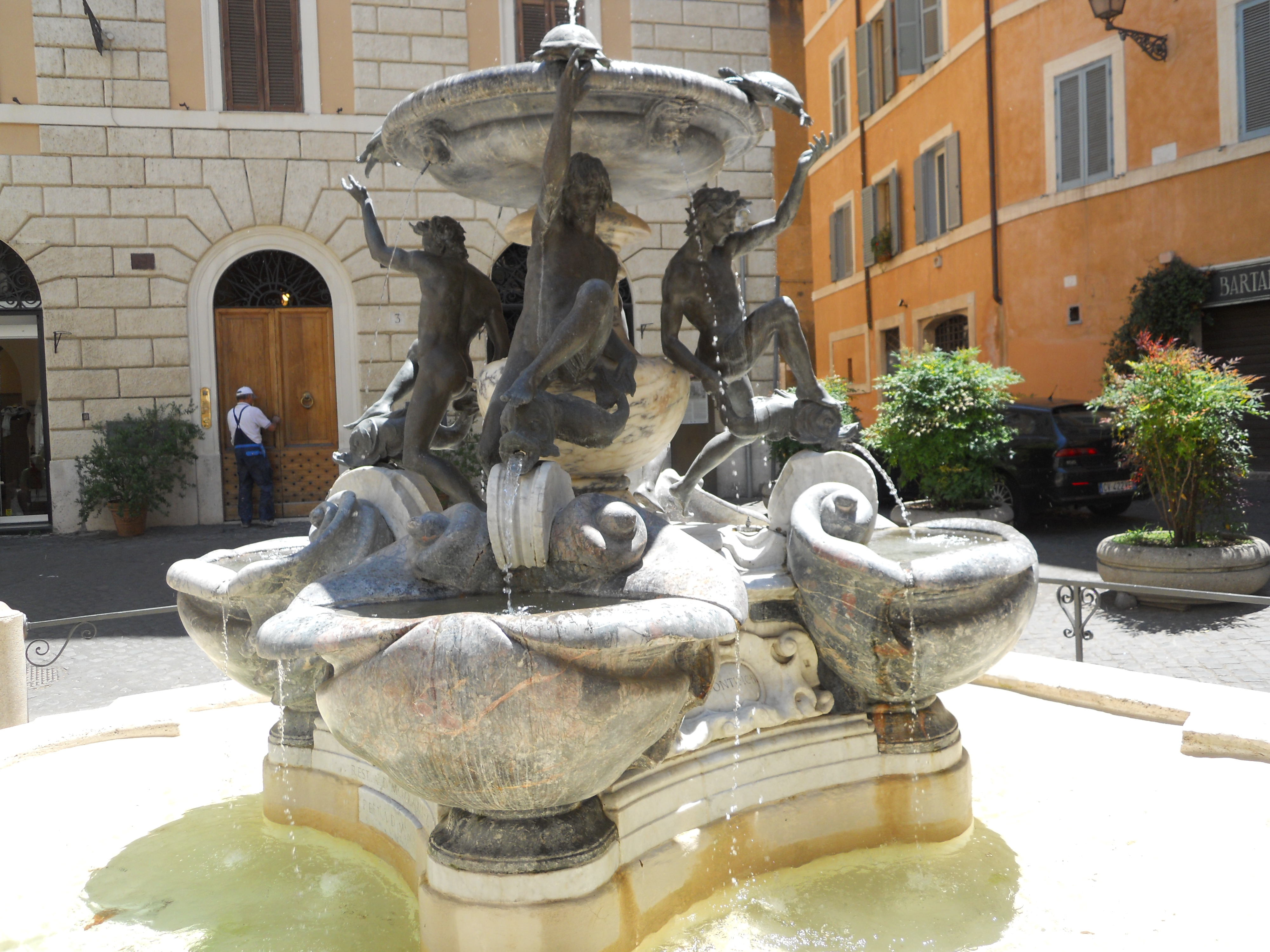
Fontana delle Tartarughe, in Piazza Mattei, dove viene ucciso Il Freddo

## Colonna sonora
Le musiche originali sono state tutte composte da Pasquale Catalano, ad eccezione del tema dei titoli di testa che è stato invece composto da Stefano Fresi.
Contestualmente alla messa in onda della seconda stagione della serie, il 19 ottobre 2010 è stato poi pubblicato il compact disc Romanzo criminale - Il CD, concept album ispirato alla serie, a cui hanno partecipato diversi artisti della scena indipendente italiana.
Il CD è composto da 12 tracce; di queste, 10 sono dedicate ognuna ad un diverso personaggio della serie.

## Accoglienza

### Critica italiana
La prima stagione della serie è stata accolta con il pressoché unanime parere favorevole della critica. Nel suo blog su La Stampa, Andrea Scanzi l'ha definita in un lungo articolo ricostruttivo della Banda, «la migliore serie televisiva mai prodotta in Italia»; secondo Marco Marino «i ritmi della narrazione risultano frenetici e coinvolgenti, i dialoghi sempre azzeccati e ben recitati, le atmosfere ricreate con il dovuto realismo e senza freni inibitori della censura».
Per Aldo Grasso la serie è «uno degli esiti più riusciti della fiction italiana», riuscendo a raccontare la saga della Banda con «una scrittura che finalmente esce dai canoni dell'agiografia all'italiana»; sempre Grasso l'ha definita «l'unica serie italiana di cui possiamo andare fieri», «che ha una struttura vera, forte», «che possiamo esportare all'estero», «che si interroga sui meccanismi della serialità».

### Critica estera
Identico parere è stato espresso anche in Francia dove la serie è stata trasmessa su Canal+, la cui piattaforma televisiva gratuita Télévision Numérique Terrestre ha così recensito: «Magistrale romanzo. Dal grande al piccolo schermo, l'opera iniziale di Giancarlo De Cataldo non ha perduto nulla della sua efficacia, al contrario. Che sia chiaro: la serie dell'estate di Canal+ è italiana. Gli attori hanno tutti delle facce incredibili al punto che se Sergio Leone li avesse scritturati per un suo western nessuno avrebbe avuto nulla da ridire … la televisione italiana può vantarsi di avere realizzato una grande serie».
Su Le Figaro è stato scritto che «la serie evento dell'estate di Canal+ non è né americana, né francese, né inglese, bensì italiana», mentre, secondo Le Monde, «sono pochissime le serie televisive europee belle e meritevoli di essere segnalate».

## Edizionihome video
Il 21 aprile 2010 la 20th Century Fox Home Entertainment ha messo in commercio nel mercato italiano la prima stagione della serie tramite una confezione composta da quattro DVD-Video. Le caratteristiche di tale edizione sono qui di seguito elencate.
- Formato dei dischi: DVD 9.
- Formato video: 16:9 PAL.
- Tracce audio:
  - italiano 5.1 Dolby Digital AC-3;
  - italiano 2.0 Dolby Digital AC-3.
- Sottotitoli: italiano (non udenti).
- Contenuti extra:
  - Romanzo criminale tra fiction e realtà;
  - il Libanese;
  - il Freddo;
  - il commissario Scialoja;
  - Patrizia;
  - più cattivi dei cattivi;
  - Roma e Romanzo criminale;
  - gli imprevisti di Romanzo criminale;
  - trailer di Romanzo criminale 2.

Il 19 ottobre 2011 la stessa 20th Century Fox Home Entertainment ha introdotto nel mercato italiano (sempre attraverso una confezione composta da quattro DVD-Video) anche la seconda stagione della serie.
Il 23 novembre 2011 è stato pubblicato in Italia un cofanetto composto da otto DVD-Video che comprendono entrambe le stagioni.

## Rapporto con la realtà

### Corrispondenze tra i personaggi della serie e le persone realmente esistenti o esistite
- Pietro Proietti detto "Il Libanese": Franco Giuseppucci detto "Er Negro" o "Er Fornaretto"
- Fabrizio Soleri detto "Il Freddo": Maurizio Abbatino detto "Er Crispino"
- Mario De Angelis detto "Il Dandi": Enrico De Pedis detto "Renato", "Renatino" o "Il Presidente"
- Cinzia "Patrizia" Vallesi: Sabrina Minardi
- Claudio Sabatini detto "Bufalo": Marcello Colafigli detto "Marcellone"
- Lucio Fabiani detto "Scrocchiazeppi": Edoardo Toscano detto "l'Operaietto"
- Fabio Marconi detto "Fierolocchio": Libero Mancone detto "Maesano"
- Ruggero Buffoni: Vittorio Carnovale detto "Er Coniglio"
- Sergio Buffoni: Giuseppe Carnovale detto "Er Tronco"
- Il Nero: Massimo Carminati detto "il Cecato"
- Maurizio Anibaldi detto "Il Sorcio": Fulvio Lucioli detto "Fulvietto" o "il Sorcio"
- Claudio Anioni detto "Trentadenari": Claudio Sicilia detto "il Vesuviano"
- Il Sardo: Nicolino Selis detto "Er Sardo"
- Claudio Quartini detto "Il Puma": Gianfranco Urbani detto "Er Pantera"
- Federico Amati detto "Ricotta": Antonio Mancini detto "Accattone" o "zio Nino"
- Remo Ghirlanda detto "Satana": Giovanni Girlando detto "Er Roscio"
- Daniele Mastronardi detto "Nembo Kid": Danilo Abbruciati detto "Er Camaleonte"
- Il Vecchio: Federico Umberto D'Amato
- Donatella Caviati: Fabiola Moretti
- Il Terribile: Franco Nicolini detto "Franchino er criminale"
- Remo Gemito: Mario Proietti detto "Palle d'oro"
- Maurizio Gemito: Maurizio Proietti detto "il Pescetto"
- Giudice istruttore Fernando Borgia: Ferdinando Imposimato
- Zio Carlo: Giuseppe "Pippo" Calò
- Il Maestro: Gabriele Fanelli
- Claudio Usignoli detto "Il Secco": Enrico Nicoletti
- Nercio: Ettore Maragnoli
- Botola: Raffaele Pernasetti detto "Er Palletta"
- Luigi "Gigio" Soleri: Roberto Abbatino
- Don Mimmo: Raffaele Cutolo detto "‘o Professore"
- Professor Renato Sargeni: Aldo Semerari
- Il Larinese: Antonio "Tony" Chichiarelli
- Zeta: Pietro Musumeci
- Pi greco: Giuseppe Belmonte
- Shangai: Claudio Vannicola detto "la Scimmia"

### Corrispondenze con i fatti di cronaca
- Nelle prime scene dell'episodio iniziale della prima stagione, il Dandi è a casa del Libanese ed al telegiornale si sente la notizia dell'assassinio dell'avvocato Fulvio Croce, ucciso a Torino il 28 aprile 1977. Quindi l'inizio della serie è ambientato in quell'anno, ma in realtà il primo incontro tra Franco Giuseppucci (il Libanese) e Maurizio Abbatino (il Freddo) avvenne nel 1976. Nella serie invece questo avvenimento è rappresentato più avanti nella stessa puntata.
- L'automobile del Libanese era in realtà un maggiolino e non una Mini, e gli venne rubata davanti ad un bar e non all'ippodromo.
- Le principali "batterie" (bande) che diedero vita alla banda della Magliana si svilupparono lungo l'asse della via Ostiense: erano quelle di Acilia/Ostia, Testaccio/Trastevere e Magliana/Trullo. Nella serie il Libanese, Dandi, Bufalo e Scrocchiazeppi costituiscono la batteria della Magliana, il Freddo, Fierolocchio e i fratelli Buffoni provengono da Testaccio, mentre il Sardo, Ricotta e Trentadenari costituiscono la batteria di Acilia/Ostia. Le provenienze dei vari membri sono state reinventate e invertite rispetto alla realtà: ad esempio Maurizio Abbatino era della Magliana e Franco Giuseppucci di Testaccio/Trastevere, e non il contrario come narrato nella serie. Solo la batteria del Sardo corrisponde a quella della realtà. Al momento della divisione delle zone, il Libanese e il Dandi (Giuseppucci e De Pedis nella realtà) si prenderanno proprio Testaccio/Trastevere.
- Il personaggio di Nembo Kid, che nella serie collabora strettamente con Zio Carlo, corrisponderebbe a Danilo Abbruciati, il quale aveva contatti con la criminalità organizzata e la massoneria deviata ma proveniva da Testaccio.
- Il Sardo ha uno spiccato accento napoletano ed agisce per conto proprio, mentre sappiamo che Nicolino Selis, benché in contatto con la Nuova Camorra Organizzata di Raffaele Cutolo, era nato a Nuoro e fu un elemento fondamentale per la formazione della banda, grazie alla sua batteria di Acilia/Ostia.
- Il Ricotta della serie corrisponde nella realtà ad Antonio Mancini, detto Accattone. Egli fu uno dei componenti della banda fin dall'inizio, mentre nella fiction si aggrega dopo la sua formazione.
- Il rapimento del duca Massimiliano Grazioli Lante della Rovere (il Barone Rosellini del romanzo, del film e della serie) avvenne di notte e la macchina del nobile era seguita da quella del fattore della tenuta. Nella serie invece si consuma di mattina e non c'è traccia del fattore.
- La morte di Giorgiana Masi avvenne nel maggio del 1977, ben 6 mesi prima del rapimento Grazioli: sulla serie invece i due eventi sembrano essere avvenuti a stretto giro.
- Il Terribile, che corrisponde nella realtà a Franco Nicolini detto Franchino Er criminale, fu realmente ucciso in un agguato ma questo si consumò nel parcheggio dell'ippodromo di Tor di Valle e non in uno scantinato.
- Scrocchiazeppi, ispirato alla figura di Edoardo Toscano, apparteneva in origine alla batteria di Acilia e non a quella del Libanese.
- Nella serie il cadavere del Barone Rosellini viene rinvenuto, ma in realtà il corpo del duca Grazioli Lante della Rovere non è stato mai ritrovato.
- Nella serie il Libanese viene ucciso sotto casa della madre, mentre nella realtà l'omicidio si consumò a piazza San Cosimato all'uscita di un bar.
- I fratelli Cannizzaro, gli assassini del Barone Rosellini, corrispondono alla banda di Montespaccato che collaborarono con la banda della Magliana nella gestione del sequestro Grazioli Lante della Rovere. In realtà i membri di questa banda non vennero giustiziati come punizione per aver ucciso il duca, ma ricevettero la loro parte di riscatto come pattuito.
- I fratelli Gemito, che nella realtà corrispondono alla figura dei fratelli Proietti, erano più di due: Enrico detto il Cane, Fernando detto il Pugile, Mario detto Palle d'oro, Maurizio detto il Pescetto. Costoro non erano tutti fratelli, ma anche cugini.
- Gli episodi della prima stagione sono ambientati tra il 1977 e il 1980: nel corso di questi sentiamo già chiamare la banda con l'appellativo Banda della Magliana. Ma in realtà questo appellativo, di genesi giornalistica, fu coniato solo anni dopo.
- La rissa nel bar tra il Bufalo e Satana vide protagonisti in realtà Marcello Colafigli e Amleto Fabiani, ucciso in seguito per vendetta. Nella serie però Satana non incarna Fabiani, bensì Giovanni Girlando detto Il Roscio. Girlando venne effettivamente giustiziato con le medesime modalità del Satana, ma ciò avvenne nel maggio 1990 e non tra la fine degli anni settanta e l'inizio degli anni ottanta come rappresentato nella serie.
- Il Freddo passò la sua latitanza in Venezuela e non in Marocco. Nel 1992 venne tratto in arresto, iniziando a collaborare con la giustizia italiana, ma non è stato ucciso per conto dei servizi segreti e della mafia come rappresentato nella serie, ma è divenuto collaboratore di giustizia ed è tuttora in vita.
- Nella seconda stagione, il Nero viene ucciso dal Dandi ma in realtà Massimo Carminati è ancora in vita ed è recentemente tornato alla ribalta delle cronache con lo scandalo di Mafia Capitale, che può essere considerata una vera e propria continuazione della Banda della Magliana.
- Esecutori materiali dell'omicidio di Enrico De Pedis non furono Libero Mancone e Marcello Colafigli, ma Dante Del Santo e Andrea Gozzani, due killer toscani ingaggiati per il delitto.
- A guidare la potente motocicletta utilizzata nell'attentato a Roberto Rosone da parte di Danilo Abbruciati fu Bruno Nieddu (tra l'altro presente nel romanzo con il nome di Tedesco) e non Massimo Carminati.
- Ad uccidere Franco Giuseppucci non sarebbero stati Danilo Abbruciati e Massimo Carminati come mostrato dalla serie, ma davvero i fratelli Proietti.
- Nell'episodio in cui avviene l'evasione dall'aula Occorsio del tribunale di Roma, durante il primo processo alla banda, ad evadere è Libero Mancone, come scritto nel romanzo di De Cataldo, ma a fuggire fu in realtà Vittorio Carnovale.
- Fabiola Moretti fu a lungo la compagna di Danilo Abbruciati, per poi legarsi sentimentalmente ad Antonio Mancini e non a Maurizio Abbatino.
- Nel romanzo di De Cataldo il personaggio del Beato Porco è rintracciabile in Massimo Barbieri, ucciso da Danilo Abbruciati ed Enrico De Pedis a causa di alcune vecchie ruggini. Venne torturato ed ucciso, in circostante diverse da quelle mostrate nella serie.
- I personaggi di Botola e Nercio, morti ammazzati nelle ultime puntate della seconda stagione, sono rintracciabili in Raffaele Pernasetti ed Ettore Maragnoli. Il primo, è ancora in vita ed al momento è detenuto.
- Claudio Sicilia non venne ucciso da Fulvio Lucioli come avviene nella serie, ma fu ucciso da un commando di killer il 18 novembre 1991 fuori da un negozio di scarpe in via Mantegna, nella zona di Tor Marancia.
- A seguito dell'agguato di via di Donna Olimpia del 16 marzo 1981 contro Maurizio Proietti, furono arrestati Marcello Colafigli e Antonio Mancini: nella puntata invece Bufalo riesce a fuggire benché ferito.
- Nel quinto episodio avviene l'irruzione nel deposito di armi della banda. Nella serie il deposito si trova in uno scantinato del Ministero dell'Industria, ma nella realtà era in uno scantinato del Ministero della Sanità in Via Liszt all'EUR.
- Il professor Renato Sargeni della serie, corrisponde nella realtà al professor Aldo Semerari, criminologo, psichiatra e dirigente del movimento di estrema destra Costruiamo l'Azione. Nella realtà come anche nella serie, Semerari con la Banda della Magliana stabilisce alcuni accordi: gli esponenti della destra eversiva sarebbero stati finanziati e riforniti di armi quando servivano dalla Banda della Magliana, ed in cambio Semerari, che faceva il perito psichiatrico, avrebbe scritto perizie favorevoli ai componenti della banda, quando questi sarebbero finiti in carcere, al fine di fargli riconoscere l'infermità mentale ed evitare così la galera, ma nella serie la Banda rifiuta tale alleanza (che invece accettò nella realtà). Nella serie il professore Renato Sargeni viene ucciso dalla banda per far un favore alla camorra e fatto rinvenire cadavere in riva al litorale romano nella seconda stagione, ma nella realtà il corpo del professor Semerari fu ritrovato decapitato all'interno di un'automobile nei pressi del Castello mediceo di Ottaviano (NA), non a caso luogo di nascita e dimora sfarzosa del capo della Nuova Camorra Organizzata, Raffaele Cutolo. La causa della sua morte fu da ricercarsi in un episodio avvenuto poco tempo prima: il professore infatti, nella sua qualità di psichiatra forense, si era adoperato per la scarcerazione di affiliati alla Nuova Famiglia, per poi accettare l'incarico come consulente anche per la fazione opposta, una errata mossa strategica che gli costò la vita, il barbaro omicidio fu commesso da Umberto Ammaturo.[10][11]
- Nella serie i personaggi che grossolanamente vengono identificati anche dagli stessi protagonisti come "appartenenti ai servizi segreti" fanno parte dell'Ufficio Affari Riservati del Ministero degli Interni come dimostrato realmente da indagini negli anni successivi. C'è però da riportare un'incongruenza di date tra la serie e i fatti realmente accaduti; l'ufficio Affari Riservati è stato ufficialmente soppresso nel gennaio 1978 con la creazione dell'attuale AISI conosciuto fino al 2007 come SISDE. Nella serie invece l'attività del personale nonché dell'interno ufficio in questione si protrae indisturbatamente fino al 1989 quando il commissario Scialoja decide di farne parte su proposta del Vecchio.

## Rapporto con l'universo diRomanzo criminale

### Differenze fra la serie, il romanzo e il film
- Il romanzo si apre con la scena dell'uomo di mezz'età, il quale, nella Magliana di oggi, uccide dei ragazzi che l'hanno pestato, ma non è specificato che questi sia il Bufalo; egli inoltre, alla fine del romanzo, viene nuovamente arrestato sorpreso a bordo di una macchina carica d'armi.
- Nel romanzo i fratelli Buffoni si chiamano Carlo e Aldo, nel film Aldo e Ciro e nella serie Sergio e Ruggero.
- Nel romanzo i personaggi di Canton e di Rizzo non sono presenti. Nel romanzo, nella scena del bar ripresa nella serie, troviamo un anonimo anziano della Buoncostume al posto di Canton.
- Nel romanzo Sandra non è la sorella di Scialoja ma la sua ex. Diventa giornalista e, con un articolo, aiuta il Vecchio a compromettere il commissario, nel film il personaggio non è presente.
- Nel romanzo il Dandi, prima di conoscere Patrizia, risulta già sposato con tale Gina.
- Nel romanzo e nel film non viene data alcuna informazione sulla famiglia di Scrocchiazeppi, la quale resta nell'ombra; i personaggi di Angelina e di suo padre sono stati creati appositamente per la serie.
- Nel romanzo e nel film nulla si sa dei rapporti del Libanese con la famiglia.
- Nel film nulla si sa del passato sentimentale del Libanese e del motivo del rancore nei confronti del Terribile. Nel romanzo Sara, ex del Libanese, non si farà mai più vedere e sentire dopo la violenza causata dagli uomini del Terribile.
- L'agente Santini non viene ucciso da Zeta e Pi greco dopo aver contribuito all'arresto del Libanese, del Dandi e di Fierolocchio per la rapina al deposito della Narcotici, che nel romanzo non avviene, è invece la prima vittima delle rivelazioni del Sorcio.
- Nel romanzo Nembo Kid è un membro effettivo della banda, anzi uno dei suoi capi dopo la morte del Libanese, mentre nella serie e nel film è solamente il tramite con zio Carlo.
- Nel romanzo Nercio e Botola non sono solo gli scagnozzi del Secco, ma membri effettivi della banda, il primo sotto il regno del Dandi mentre il secondo fin dalle origini. Nel film i due personaggi non sono presenti.
- Nel romanzo e nel film Roberta non lascia il Freddo, seguendolo nella sua latitanza e, nel film, viene uccisa da Ciro Buffoni per vendicare la morte del fratello.
- Il personaggio di Donatella è assente nel film. Solo nella serie televisiva è un killer al servizio della banda prima, e dei servizi segreti poi.
- Nel romanzo il Freddo e Donatella non hanno una storia ed ella, dopo la morte di Nembo Kid, si mette con Ricotta.
- Nel romanzo e nel film ad uccidere il Libanese sono i fratelli Gemito, nel film ridotti ad uno solo, per un debito di gioco non pagato dal Libanese nei confronti di Gemito. Nella serie gli assassini sono il Nero e Nembo Kid, per un ordine partito dai servizi segreti, con l'attentato organizzato da Zio Carlo.
- Nel romanzo e nel film Gigio non tradisce il Freddo; inoltre nel film Gigio muore per un'overdose di eroina, mentre nel romanzo e nella serie Gigio, pur finendo in overdose, riesce a riprendersi e viene invece ucciso da Ruggero Buffoni per vendicare la morte del fratello Sergio, ucciso dal Freddo.
- Nel romanzo il Nero non muore ma subisce un tentativo di omicidio da Zeta e Pi greco perché non riveli il suo legame con i servizi. Aiuta il Freddo ad iniettarsi il sangue infetto per andare in infermeria, e poi nella fuga all'estero; inoltre diventa uno dei collaboratori fissi del Dandi, detenendo il controllo del giro dei videopoker, subendo infine una pesante pena detentiva, in seguito alle rivelazioni del Freddo. Nel film viene ucciso durante l'attentato a Roberto Rosone mentre nella serie viene ucciso dal Dandi in quanto colpevole della morte del Libanese.
- Nel romanzo Trentadenari non viene ucciso dal Sorcio ma viene arrestato ed accetta di collaborare con Scialoja, contribuendo all'arresto della banda, e viene ucciso da mano ignota mentre esce da un bar.
- Nel romanzo, quando Dandi scopre che dietro al canale alternativo c'è il Secco, gli attribuisce anche le uccisioni di Angioletto, dei fratelli Bordini e del Satana, che spacciavano dietro sua indicazione. Inoltre scopre che i soldi per iniziare il giro parallelo provenivano dalla cassa del Libanese, una volta questi defunto. Nella serie, invece, al momento della scoperta i due episodi non sono collegati ed i Bordini sono uccisi direttamente dal Libanese. Inoltre, ad aiutare il Secco nel canale alternativo di eroina ci sono, insieme a Nercio e Botola, altri due componenti della banda, il Sorcio e Sergio Buffoni. Non si conosce poi, da dove arrivavano i soldi per cominciare tale giro.
- Nel romanzo il Freddo non viene ucciso ma torna in Italia dopo l'omicidio di Gigio per mano di Ruggero Buffoni, ma come collaboratore di giustizia; si costituisce e provoca l'arresto e la fine definitiva della banda. Anche Ricotta, Donatella e Fierolocchio seguiranno la via del pentimento.
- Nel romanzo e nella serie il Sardo viene ucciso dalla banda, a causa della sua pretesa di maggior potere dopo la morte del Libanese; nel film egli viene eliminato, insieme ad altri boss, durante l'inizio della scalata al potere della banda.
- Nel romanzo Ruggero Buffoni non viene ucciso da Donatella ma viene condannato a una pesante pena detentiva in seguito alle rivelazioni del Freddo.
- Nel romanzo il Sorcio vive sotto falso nome in un'altra città dopo aver testimoniato al processo. Nel film e nella serie non se ne conosce la sorte.
- Libano e Dandi sono amici d'infanzia in tutti e tre i generi. Solo nel film lo sono insieme al Freddo e Andreino, detto "Er Grana" (personaggio non presente nel romanzo e nella serie), un altro loro amico morto quando i tre erano ragazzini, a seguito di un furto d'auto. Nella serie è invece il Bufalo l'amico d'infanzia dei due.
- Nel romanzo lo scontro tra il Libanese e il boss dell'Ndrangheta Don Macrì è solo brevemente accennato, mentre nella serie vi è dedicato un intero episodio e nel film invece è del tutto assente.
- Solo nella serie Dandi ha le visioni del Libanese.
- Solo nel romanzo il Bufalo non è l'esecutore materiale dell'assassinio del Dandi, ma solo l'organizzatore. Ad ucciderlo è il conte Ugolino, un killer toscano non presente nel film e nella serie.
- Nel libro il Mazzocchio è un terrorista, presunto immischiato nella strage di Bologna. Nella serie è un fantino che cerca di truccare le corse all'ippodromo delle Capannelle ai danni della banda insieme a Trentadenari. Nel film è assente.
- Nel libro il Larinese è un comune delinquente di borgata, nella serie TV è un falsario. In entrambi i generi, possiede un elenco mancante dei componenti della loggia P2, nel film è assente.
- Nel romanzo la banda non uccide a sangue freddo i loro collaboratori nel rapimento del barone (assenti nel film e chiamati Cannizzaro nella serie).
- Nel libro "Beato Porco" è uno dei collaboratori della banda ai tempi del rapimento del Barone Rossellini e si vocifera che sia lui l'assassino del nobile: dopo aver insultato il gruppo e aver molestato le loro donne viene brutalmente torturato e ucciso da Nembo Kid, Scrocchiazeppi e Botola. Nella serie invece è un ubriacone che si attribuisce l'omicidio del Libanese, venendo ucciso a sangue freddo da Bufalo.
- Nel libro il gruppo di Testaccio è composto dal Libanese, Dandi, Scrocchiazeppi e Satana mentre il gruppo della Magliana è guidato dal Freddo ed è composto da Fierolocchio e dai fratelli Buffoni: per il rapimento del barone si aggiungono Bufalo e Botola. Nella serie i quartieri dei due gruppi sono invertiti e Bufalo sostituisce Satana, che non fa parte di nessuna batteria ma è un allibratore freelance.
- Nel romanzo Mario "Il Sardo" è un membro effettivo della banda e passa molto tempo internato in un manicomio criminale per scampare ad una pena detentiva: una volta uscito smette di stare ai patti e viene ucciso dal Freddo insieme al cognato Ricciolodoro. Nella serie il cognato non compare e Il Sardo è un boss autonomo amico del Terribile, che viene ucciso da Dandi dopo avergli proposto di tradire il Freddo.
- Nel film Ruggero Buffoni viene ucciso da Freddo come vendetta per l'assassinio di Roberta, nella serie invece a uccidere Ruggero è Donatella

## Parodie
- Da giugno 2010 il duo comico romano Marco & Mattia, composto da Marco Lupi e Mattia Mazzaroni, si esibisce live nei panni del "Libbanese" e del "Dandy" con lo spettacolo Comicità Criminale, parodia liberamente ispirata alla serie Romanzo Criminale.
- Nel marzo 2011 è in onda su Rai 2, all'interno della trasmissione comico/satirica Base Luna, Romanzio Criminale, parodia liberamente ispirata alla serie Romanzo Criminale.
- Nel marzo 2012 è andato in onda su LA7, all'interno della trasmissione satirica Un due tre stella, La banca della Magliana, dove alcuni personaggi della serie Romanzo Criminale (Il Libanese, Bufalo, Dandi e Scrocchiazeppi, interpretati dai medesimi attori della serie) sono alle prese con il crimine finanziario.
- Un episodio di The Pills, una web series italiana, intitolato La banda de Roma Sud è ispirato a Romanzo Criminale.
- Il duo comico romano composto "Lillo e Greg" ha prodotto una serie comica sul web denominata Pupazzo Criminale con i protagonisti (marionette e pupazzi): Rana, Sorciosecco ed altri chiaramente ispirati dalla serie.